# Gauliga Mitte 1933/34
Die Gauliga Mitte 1933/34 war die erste Spielzeit der Gauliga Mitte im Fußball. Die Meisterschaft errang der FC Wacker Halle 1900 mit drei Punkten Vorsprung vor dem SV 08 Steinach. Der FC Wacker qualifizierte sich somit für die Endrunde um die Deutsche Meisterschaft aber schied dort bereits nach der Gruppenphase aus. Die Abstiegsränge belegten der FV Fortuna Magdeburg und der Magdeburger SC Preußen 99. Aus der Bezirksklasse, stiegen der FuCC Cricket-Viktoria 1897 Magdeburg und die Sportfreunde Halle auf. Lauscha wurde aufgrund von Unregelmäßigkeiten disqualifiziert.

## Teilnehmer
Für die erstmalige Austragung der Gauliga Mitte qualifizierten sich folgende Vereine:
- Der Sieger, der Zweitplatzierte und der Drittplatzierte der Gauliga Elbe der Mitteldeutschen Fußballmeisterschaft 1932/33:
  - FV Fortuna Magdeburg
  -  Magdeburger SC Preußen 99
  - Magdeburger FC Viktoria 1896
- Der Sieger Gauliga Mulde der Mitteldeutschen Fußballmeisterschaft 1932/33:
  - VfL 1911 Bitterfeld
- Der Sieger und der Zweitplatzierte der Gauliga Nordthüringen der Mitteldeutschen Fußballmeisterschaft 1932/33:
  - SC Erfurt 1895
  - SpVgg 02 Erfurt
- Der Sieger Gauliga Ostthüringen der Mitteldeutschen Fußballmeisterschaft 1932/33:
  - 1. SV 03 Jena
- Der Sieger und der Zweitplatzierte der Gauliga Saale der Mitteldeutschen Fußballmeisterschaft 1932/33:
  - Hallescher FC Wacker 1900
  - SV Merseburg 99
- Der Sieger Gauliga Südthüringen der Mitteldeutschen Fußballmeisterschaft 1932/33:
  - SV 08 Steinach

## Resultat-Kreuztabelle
In einer Klasse der Underdogs, außer vier Vereinen hatte ansonsten keiner Endrunden-Erfahrung, sicherte sich das Team mit dem klangvollsten Namen den Titel. Der Hallesche FC Wacker 1900, zuletzt 1928 in der Endrunde dabei, verdankte den Gau-Meistertitel vor allem seiner beeindruckenden Heimstärke. Im eigenen Stadion an der Dessauer Straße, gaben die Wackeraner keinen einzigen Punkt ab.
| 1933/34        | FC Wacker Halle | SV 08 Steinach | VfL Bitterfeld | SpVgg Erfurt | MFC Viktoria 96 | SC Erfurt 1895 | 1. SV Jena | SV Merseburg 99 | Fortuna Magdeburg | MSC Preußen 99 |
| -------------- | --------------- | -------------- | -------------- | ------------ | --------------- | -------------- | ---------- | --------------- | ----------------- | -------------- |
| Wacker Halle   | 1               | 2-1            | 5-1            | 4-2          | 5-1             | 3-1            | 6-0        | 6-0             | 7-1               | 5-1            |
| SV Steinach    | 1-1             | 2              | 6-2            | 4-5          | 4-0             | 5-1            | 5-1        | 4-2             | +0-0 a            | 5-0            |
| VfL Bitterfeld | 1-1             | 3-1            | 3              | 7-0          | 3-1             | 0-0            | 4-2        | 4-1             | 2-2               | 6-1            |
| SpVgg Erfurt   | 3-1             | 3-3            | 4-0            | 4            | 2-4             | 1-4            | 4-2        | 2-2             | 3-2               | 4-1            |
| MFC Viktoria   | 2-1             | 4-1            | 5-0            | 1-1          | 5               | 3-2            | 1-2        | 1-1             | 7-3               | 5-5            |
| SC Erfurt      | 2-1             | 1-3            | 3-1            | 2-2          | 3-3             | 6              | 5-2        | 3-1             | 2-3               | 5-0            |
| 1. SV Jena     | 1-1             | 3-0            | 1-4            | 3-1          | 2-1             | 4-4            | 7          | 5-1             | 7-1               | 1-0            |
| SV Merseburg   | 2-3             | 2-2            | 0-3            | 0-1          | 3-0             | 2-1            | 6-0        | 8               | 4-1               | 4-1            |
| FV Fortuna     | 1-1             | 2-3            | 0-2            | 4-3          | 1-1             | 6-1            | 2-2        | 1-1             | 9                 | 4-3            |
| MSC Preußen    | 0-2             | 1-2            | 1-1            | 1-2          | 1-3             | 0-4            | 4-2        | 1-3             | 3-1               | 10             |

## Abschlusstabelle

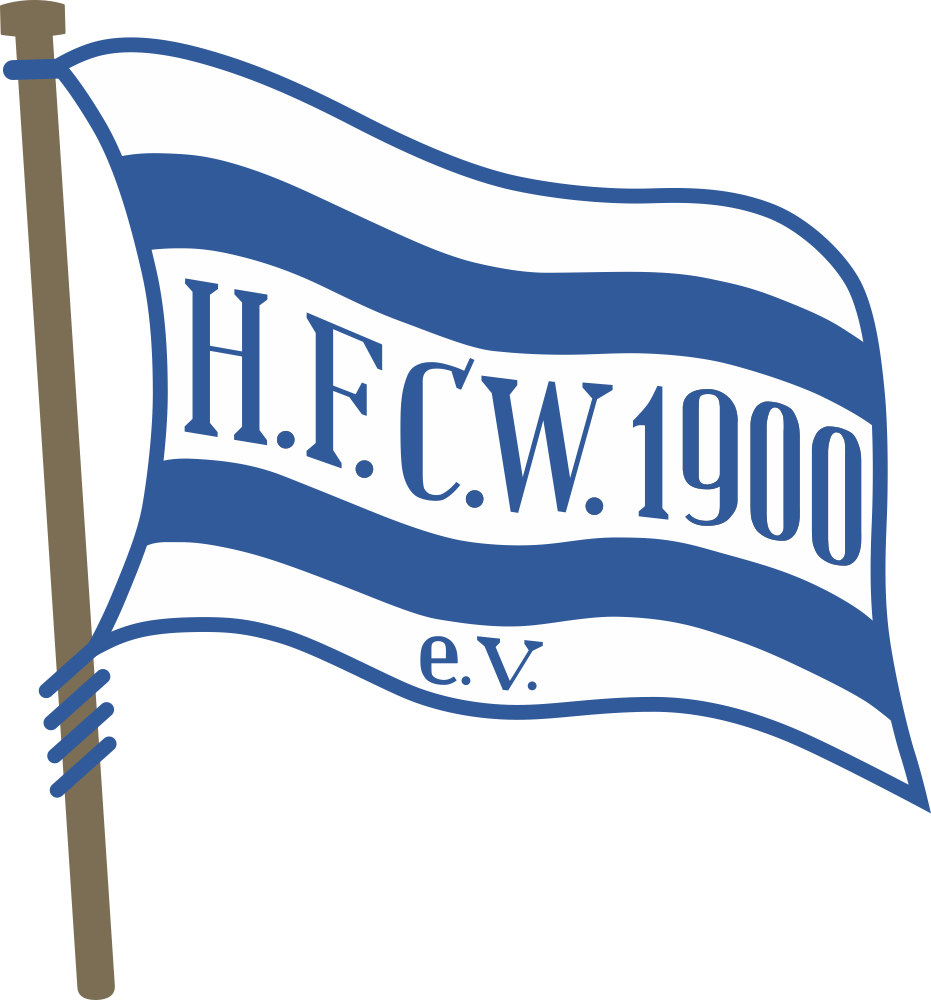
Hallescher FC Wacker 1900 1. Gauliga-Mitte-Meister 1933/34

| Pl. | Verein                       | Sp. | S  | U | N  | Tore    | Quote | Punkte |
| --- | ---------------------------- | --- | -- | - | -- | ------- | ----- | ------ |
| 1.  | Hallescher FC Wacker 1900    | 18  | 11 | 4 | 3  | 055:210 | 2,62  | 26:10  |
| 2.  | SV 08 Steinach               | 18  | 10 | 3 | 5  | 050:330 | 1,52  | 23:13  |
| 3.  | VfL 1911 Bitterfeld          | 18  | 9  | 4 | 5  | 044:340 | 1,29  | 22:14  |
| 4.  | SpVgg 02 Erfurt              | 18  | 8  | 4 | 6  | 043:450 | 0,96  | 20:16  |
| 5.  | Magdeburger FC Viktoria 1896 | 18  | 7  | 5 | 6  | 043:400 | 1,08  | 19:17  |
| 6.  | SC Erfurt 1895               | 18  | 7  | 4 | 7  | 044:400 | 1,10  | 18:18  |
| 7.  | 1. SV 03 Jena                | 18  | 7  | 3 | 8  | 040:500 | 0,80  | 17:19  |
| 8.  | SV Merseburg 99              | 18  | 6  | 4 | 8  | 035:390 | 0,90  | 16:20  |
| 9.  | FV Fortuna Magdeburg         | 18  | 4  | 5 | 9  | 035:520 | 0,67  | 13:23  |
| 10. | Magdeburger SC Preußen 99    | 18  | 2  | 2 | 14 | 024:590 | 0,41  | 06:30  |

## Aufstiegsrunde
Gespielte Spiele: 2 / Erzielte Tore: 11 / Ausspielung: 13.05. und 10.06.1934
| Pl. | Verein                                                                       | Sp.             | Tore            | Quote           | Punkte          |
| --- | ---------------------------------------------------------------------------- | --------------- | --------------- | --------------- | --------------- |
| 1.  | FuCC Cricket-Viktoria 1897 Magdeburg (Sieger Bezirksklasse Magdeburg-Anhalt) | 2               | 8:3             | 2,67            | 3:1             |
| 2.  | FV Sportfreunde Halle (Sieger Bezirksklasse Halle-Merseburg)                 | 2               | 3:8             | 0,38            | 1:3             |
| 3.  | 1. FC 07 Lauscha (Sieger Bezirksklasse Thüringen)                            | disqualifiziert | disqualifiziert | disqualifiziert | disqualifiziert |

## Deutsche Fußballmeisterschaft
Gruppenphase / Gruppe D
| Pl. | Verein               | Sp. | S | U | N | Tore    | Quote | Punkte |
| --- | -------------------- | --- | - | - | - | ------- | ----- | ------ |
| 1.  | 1. FC Nürnberg       | 6   | 4 | 1 | 1 | 010:400 | 2,50  | 09:30  |
| 2.  | Dresdner SC          | 6   | 4 | 1 | 1 | 016:700 | 2,29  | 09:30  |
| 3.  | Borussia Fulda       | 6   | 1 | 2 | 3 | 007:100 | 0,70  | 04:80  |
| 4.  | Hallescher FC Wacker | 6   | 1 | 0 | 5 | 008:200 | 0,40  | 02:10  |